# 交响诗
交响诗（德語：Sinfonische Dichtung），也称为音诗（德語：Tondichtung），是標題音樂具代表性的曲種，通常為單樂章，音樂的內涵通常具有敘事性，或者要呈現出故事性。交響詩的故事题材來源多样，可包括文学作品，绘画，民间传说等。

## 概說
作为单乐章管弦乐作品，交响诗的前身是不依附于歌剧的序曲，如德国作曲家门德尔松的《芬格尔山洞》。
匈牙利作曲家李斯特是交響詩創作的濫觴，他同时也是最早将这种形式命名为「交响诗」的人。他一生共创作了十三首交响诗，其中十二首是在1848–58年間完成的。受到李斯特的影响，其他的作曲家開始創作交響詩，著名者包括斯美塔纳《我的祖國》、德沃夏克《正午女巫》等四曲、穆索尔斯基《荒山之夜》、雷斯皮基「罗马三部曲」、蓋希文《一個美國人在巴黎》、聖桑《骷髏之舞》、勋伯格《佩利亞與梅利桑德》等作品。
理查·史特勞斯是晚期浪漫樂派作曲家當中創作交響詩較多的其中一位，其作品包括《唐璜》、《狄爾惡作劇》、《查拉圖斯特拉如是說》，以及《唐吉訶德》等。此外，芬蘭的让·西贝柳斯也留下不少交響詩作品，其曾言「…貝多芬之後，所有名為交響曲的作品，除了布拉姆斯的交響曲之外，其實都是交響詩」，看法甚是特殊。

## 外部連結
- 交響詩（曲種）的免费乐谱，由国际乐谱典藏计划提供